# Pfarrkirche Sachsenburg (Kärnten)

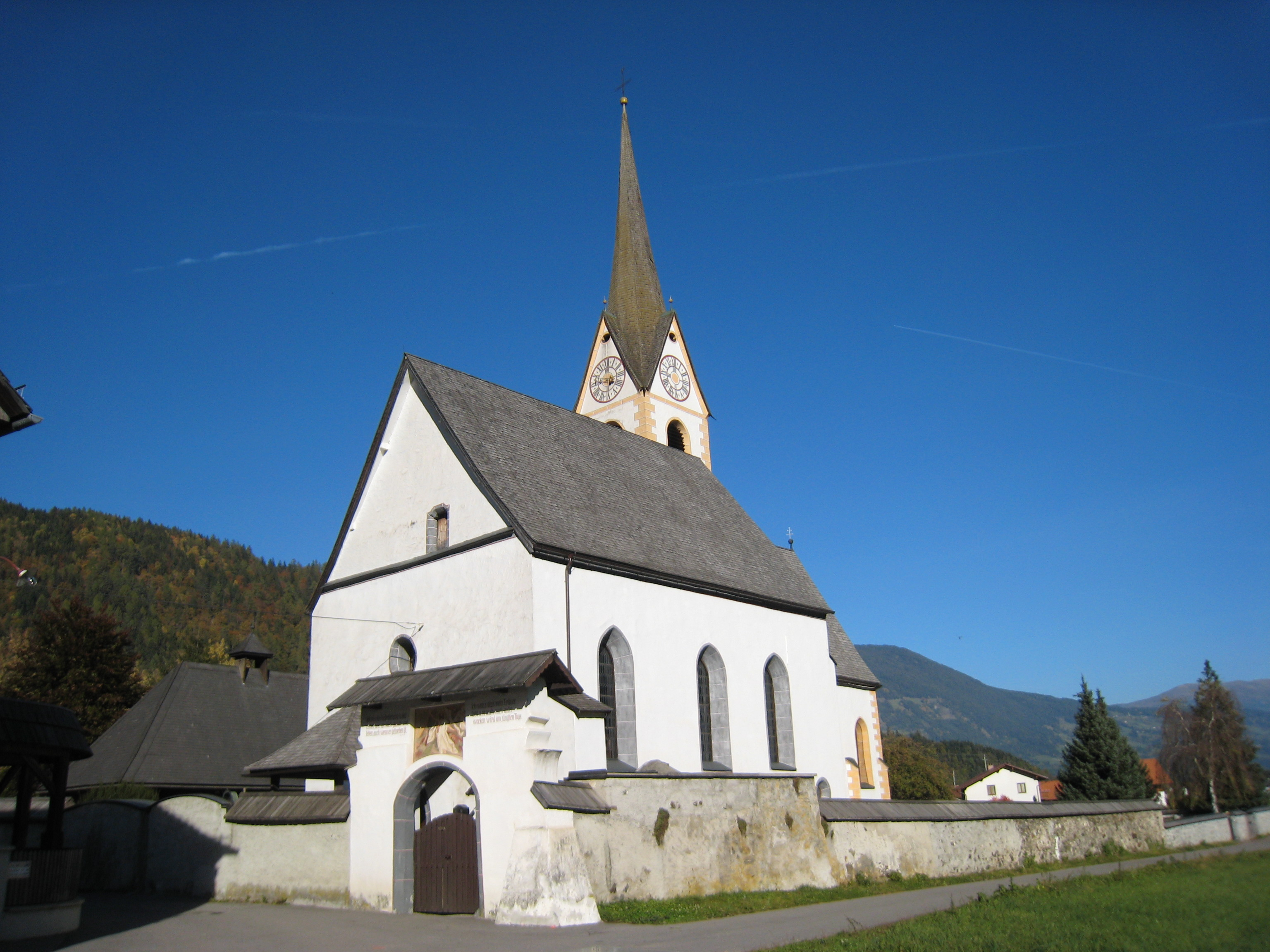

Die römisch-katholische Pfarrkirche Sachsenburg steht außerhalb der Ringmauer am Vormarkt im Nordosten von Sachsenburg. Sie ist der heiligen Margareta geweiht. 1425 wurde in Sachsenburg eine Corpus-Christi-Bruderschaft bewilligt. 1449 erhob Papst Nikolaus V. das Gotteshaus zur Pfarrkirche. Der Bau der Kirche wurde laut Inschrift am Bogenfeld des Westportals 1510 vollendet.

## Baubeschreibung
Die mittelgroße spätgotische Kirche besteht aus einem dreijochigen Langhaus und einem eingezogenen, zweijochigen Chor mit einem Dreiachtelschluss. Zarte, dreikantige Strebepfeiler stützen den Chorschluss. An der Südwestecke des Langhauses befindet sich ein einzelner, massiger Stützpfeiler. Der mächtige Turm an der Chornordseite mit Mauerschlitzen und rundbogigen Schallfenstern wird von einem Spitzgiebelhelm bekrönt. Das Westportal und das südliche Seitenportal sind profilierte Spitzbögen. An der südlichen Tür haben sich ein spätgotischer Türklopfer und ein Schlüsselfang erhalten. In der Außenwand sind Wappengrabplatten von 1440, 1678, 1736 und 1793 eingemauert. Im Fußboden beim Westportal befindet sich die Wappengrabplatte des Paulus Rotellxum aus dem 15. Jahrhundert.

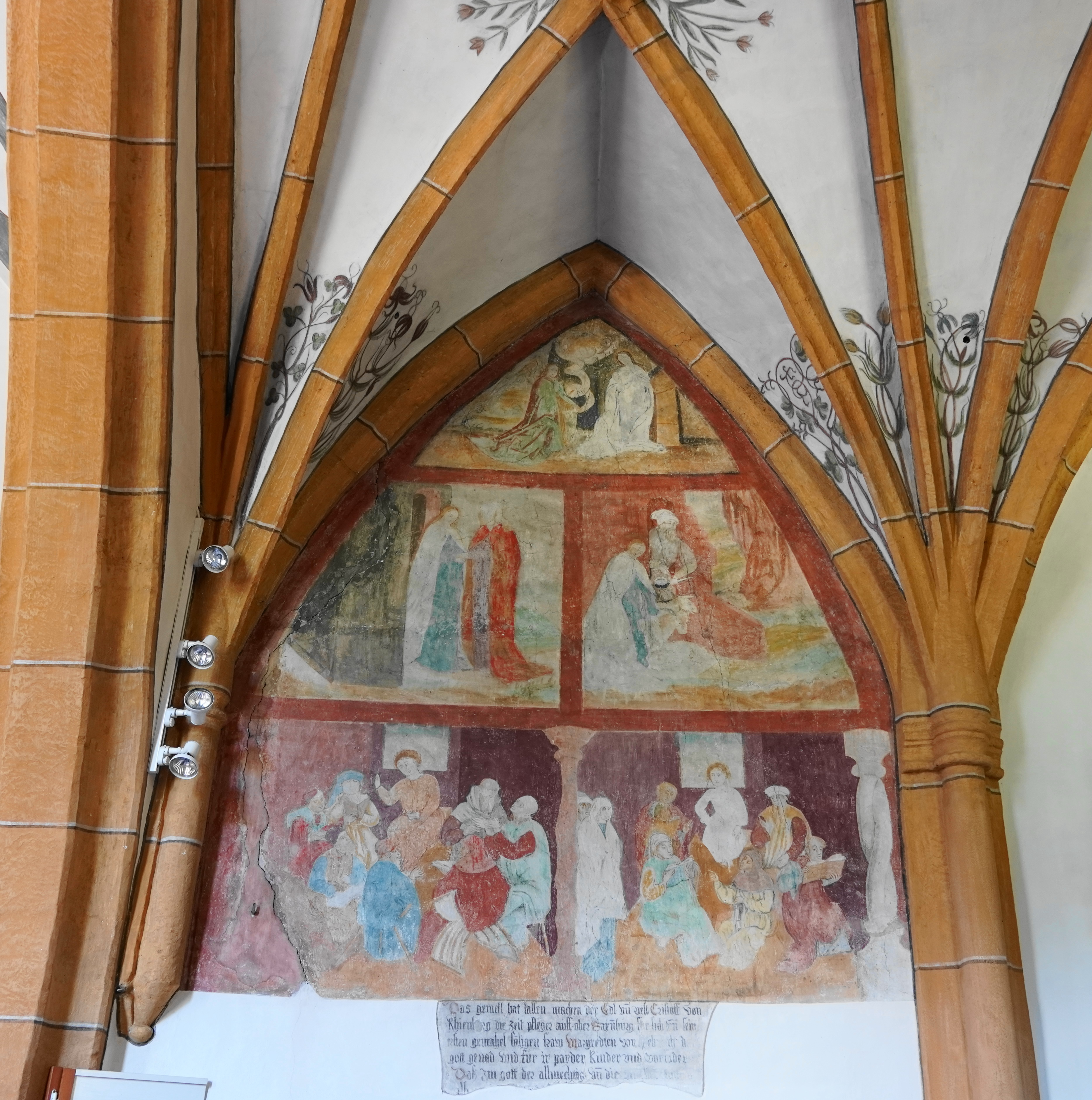
Fresken

Über dem Langhaus ruht ein Sternrippengewölbe auf kräftigen Wandpfeilern. Die Fächer des Gewölbeansatzes enden in Konsolen. Die Pfeiler besitzen im mittleren Drittel Aussparungen für Konsolfiguren. Die Schlusssteine sind mit Rosetten und Wappen bemalt.  Auf der hölzernen Westempore steht eine spätbarocke Orgel.
Ein spitzbogiger, gekehlter Triumphbogen verbindet das Langhaus mit dem Chor. Im Chor erhebt sich ein Netzrippengewölbe auf Wandpfeilern mit halbrunden Vorlagen und Kapitellringen. Die Gewölbemalereien stammen vom Anfang des 16. Jahrhunderts. Das Gemälde über der Sakristeitür an der Chornordwand zeigt die Verkündigung, die Heimsuchung, die Geburt Christi, Jesus lehrt im Tempel, die Auffindung im Tempel sowie eine Stifterinschrift. Die um 1500 entstandenen Fresken wurden vermutlich im ersten Viertel des 16. Jahrhunderts erneuert. Das Langhaus besitzt an der Südseite drei Spitzbogenfenster, der Chor vier schlanke Rundbogenfenster.

## Einrichtung

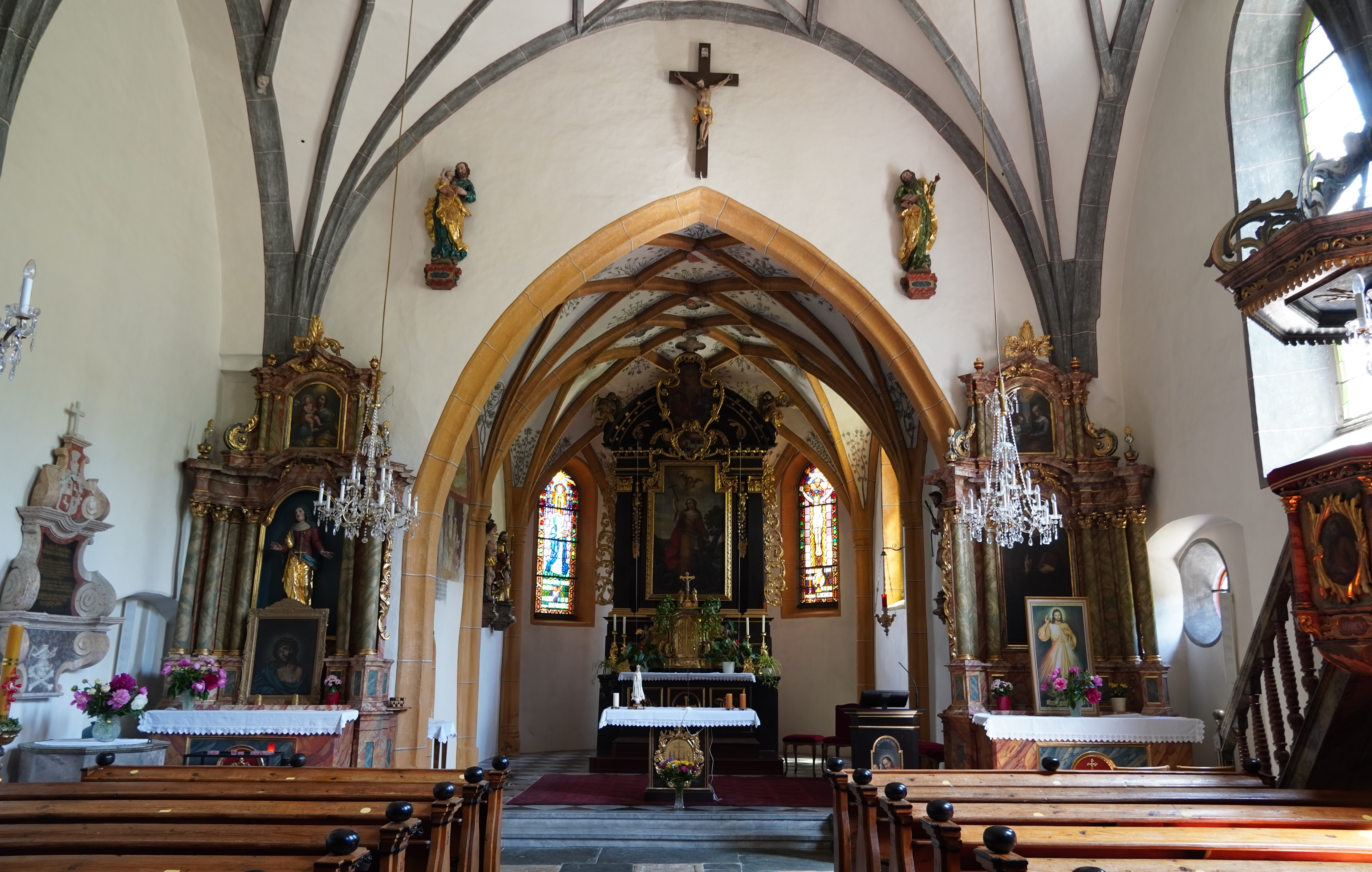
Innenraum der Kirche (1995)

Der Hochaltar von 1677 besteht aus einer großen Ädikula mit Pilastern auf einem hohen Sockel und einem gesprengten Segmentgiebel mit großer Knorpelwerkkartusche als Aufsatz. Das seitliche Laubwerkdekor wurde um 1720/1730 angebracht. Das Hauptbild zeigt die heilige Margareta, das Aufsatzbild die Heilige Dreifaltigkeit. Der Tabernakel und die Kerzenleuchter stammen aus dem 18. Jahrhundert. Die Seitenaltäre entstanden im zweiten Viertel, die mit Evangelistenmedaillons versehene Kanzel im ersten Viertel des 18. Jahrhunderts. Der spätgotische Taufstein wird von einer Figur Johannes des Täufers aus dem 18. Jahrhundert bekrönt. Über dem Triumphbogen hängt ein Kruzifix aus dem 16. Jahrhundert. Zur weiteren Ausstattung der Kirche zählen im Chor Konsolfiguren der Pestheiligen Sebastian und Rochus aus der Mitte des 18. Jahrhunderts, an der Triumphbogenwand die Konsolfiguren der Heiligen Josef und Joachim aus der Mitte des 18. Jahrhunderts, an den Langhauspfeilern um 1700 entstandene Skulpturen eines Schmerzensmannes und einer Schmerzhaften Muttergottes sowie die um 1420 geschnitzte und barock gefasste Konsolfigur des heiligen Leonhard.